# Friedrich Wilhelm von Sivers
Friedrich Wilhelm von Sivers (czasami występujący jako Sievers, ros. Фридрих Вильгельм/Фёдор Фёдорович/Теодор Теодорович фон Сиверс (transkrypcja: Fridrich Wilgielm/Fiodor Fiodorowicz/Tieodor Tieodorowicz fon Siwiers); ur. 26 lipca 1748, zm. 25 grudnia 1823 w Ranzen, gubernia inflancka) – wojskowy w stopniu generała majora i działacz państwowy Imperium Rosyjskiego w randze tajnego radcy, marszałek szlachty, gubernator w guberniach kurlandzkiej i wołyńskiej, senator. Działał na rzecz poprawienia losu chłopów w guberniach bałtyckich, co zaowocowało uchwaleniem ustawy chłopskiej w 1804 roku. Ostatnią pełnioną przez niego funkcją publiczną był urząd rewizora w guberni wołyńskiej, gdzie prawdopodobnie został otruty.

## Życiorys
Urodził się 26 lipca 1748 roku w rodzinie inflanckich ziemian. Swoją karierę rozpoczął w 1764 roku od służby w rosyjskiej armii. Jako adiutant pułkowy i sztabowy (od 1767 roku) przy generale-majorze Piotrze Apraksinie brał udział w walkach przeciwko konfederacji barskiej. W czasie tej kampanii uczestniczył w zakończonym sukcesem oblężeniu Baru (1768 rok) i w zajęciu Krakowa w 1769 roku. W następnym roku przeszedł na front wojny z Imperium Osmańskim, walczył między innymi na Krymie. Służbę wojskową zakończył 6 września 1786 roku jako pułkownik.
Udzielał się w organach samorządowych rycerstwa inflanckiego. Od 3 grudnia 1789 roku piastował funkcję marszałka powiatu wolmarskiego, zaś od 2 grudnia 1792 roku marszałka gubernialnego. Urząd ten sprawował 5 lat, z przerwą w pierwszej połowie 1797 roku. Przyczynił się w tym czasie do zniesienia namiestnictwa i przywrócenia stanowiska gubernatora inflanckiego. Od 1797 do 1816 roku pełni też urząd landrata, wtedy też po raz ostatni awansowano go na wyższy stopień wojskowy – generał-majora (IV ranga). Głównym zagadnieniem, którym zajmował się w pierwszym dziesięcioleciu XIX wieku, była kwestia chłopska. Widział potrzebę poprawy sytuacji ludności wiejskiej, a nawet – co szczególnie nie podobało się większości z ziemian – wychodził z inicjatywami w tym kierunku. Zwieńczeniem jego (i jego stronników) zabiegów było wydanie ustaw chłopskich z 20 lutego 1804 roku. Zakładały one, że chłopi nie są przypisani do osoby pana, lecz do ziemi. W związku z tym nie wolno już było ich sprzedawać, a ich przejście pod nowe zwierzchnictwo następowało wraz ze sprzedażą ziemi. Jednak ustawa, wraz z uzupełnieniem z 28 lutego 1809 roku, nie zaspokajała w pełni dążeń chłopów łotewskich i estońskich – nie znosiła ona bowiem całkowicie poddaństwa, a jedynie zmieniała jego formę.
Miał okazję osobiście poznać cesarza Aleksandra I. Wziął udział w uroczystościach koronacyjnych 3 września?/15 września 1801 roku, w czasie których władca potwierdził wszystkie przywileje bałtyckiego rycerstwa. Miał nawet zostać przyjacielem Aleksandra, na pewno zaś uzyskał jego zaufanie i aprobatę. Poskutkowało to nominacją na urząd gubernatora kurlandzkiego, na którym 11 września?/23 września 1811 roku zastąpił Wilhelma von Hogguera. Jako urzędnik cywilny otrzymał rangę rzeczywistego radcy stanu odpowiadającą stopniem posiadanej przez niego randze generał-majora. Już w następnym roku została ona podniesiona do rangi tajnego radcy (III klasa cywilna), co miało związek z postawą podczas wojny z Napoleonem. Został też członkiem Senatu Rządzącego 31 sierpnia?/12 września 1814, w związku z czym przestał wykonywać obowiązki gubernatorskie. Przejął je 4 września?/16 września dotychczasowy wicegubernator Emanuel von Stanecke, jednak do oficjalnej zmiany na stanowisku doszło dopiero 4 lutego?/16 lutego 1816 roku(.
W 1815 roku jako senator otrzymał zadanie przeprowadzenia rewizji w guberni wołyńskiej. Przez trzy tygodnie – od 22 marca do 13 kwietnia 1816 roku – pełnił w niej urząd gubernatora. Jako rewizor wykrył wiele nadużyć, które usiłował ukrócić jako przewodniczący Komitetu do spraw Nieprawidłowości Zaistniałych w Guberni Wołyńskiej. Według relacji przytoczonej przez Jurija Samarina von Sivers miał być tak nieprzekupny, że oskarżeni urzędnicy postanowili go otruć. Trucizna spowodowała poważne problemy zdrowotne; w 1819 roku zmuszony był udać się na urlop zdrowotny. Cztery lata później – 25 grudnia 1823 roku – umarł we własnej posiadłości Renzen, w guberni inflanckiej.